# Larissa Maciel
Larissa Maciel Kumer (Porto Alegre, 31 de outubro de 1977), é uma atriz brasileira.

## Biografia
Larissa Maciel Kumer nasceu em Porto Alegre, capital gaúcha, no dia 31 de outubro de 1977. Desde os 9 anos de idade quis ser atriz, tanto que no mesmo ano começou a atuar nas mini-peças de teatro do seu colégio. No início de 1996, começou a se apresentar em diversos teatros de Porto Alegre, até ser reconhecida no ano seguinte, em 1997, aos 20 anos de idade.  Em 1998, foi aprovada no vestibular da UFRGS em Psicologia e Artes Cênicas, mas optou por esta última. Larissa é casada com o empresário André Surkamp desde 2009. Em 5 de fevereiro de 2014 nasceu Milena, primeira filha do casal.

## Carreira

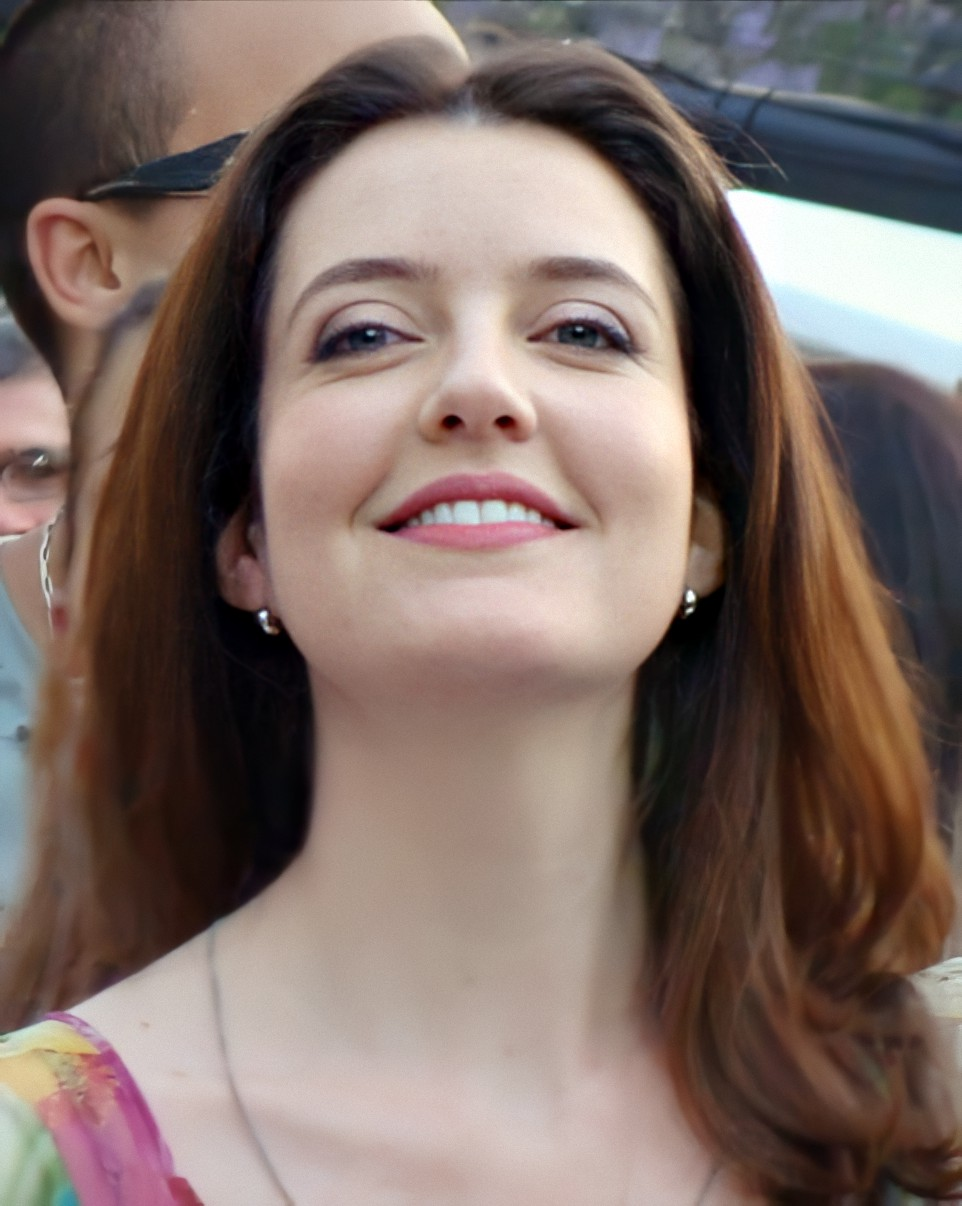
Maciel (2010)

O seu primeiro trabalho em teatros foi no espetáculo Um Conto de Inverno, realizado em setembro de 1996, interpretando a antagonista Fernanda. Em 2000, foi escalada para apresentar diversos curtas e séries pela afiliada da Rede Globo no Rio Grande do Sul, a RBS TV. Fez cerca de 10 curtas de um episódio cada, na emissora.
De 2003 até 2007, fez cerca de 14 comerciais de produtos diversos, o que ajudou a ficar conhecida em todo o estado do Rio Grande do Sul. Em Julho de 2008, recebeu convite para atuar em uma minissérie baseada na carreira da cantora Maysa. Venceu cerca de 203 candidatas, até que agradou o diretor Jayme Monjardim, pela sua imensa semelhança com a cantora Maysa que é a mãe do próprio diretor. Maciel ficou envolvida cerca de um ano entre a preparação e a gravação da minissérie, uma experiência inédita para a atriz, formada em interpretação teatral pela Universidade Federal do Rio Grande do Sul. A minissérie foi indicada ao Emmy Internacional 2009, na categoria de "Melhor minissérie" para TV. Em outubro de 2009, renovou o seu contrato com a Rede Globo por mais cinco anos.
No início de 2010, interpretou a protagonista Samantha no espetáculo Aquelas Mulheres. Em maio do mesmo ano, foi escalada para interpretar a tímida Felícia Lobato, na novela das nove Passione, do autor Sílvio de Abreu.
Em janeiro de 2011, interpretou duas personagens na peça a Eva Futura, juntamente com Pedro Paulo Rangel e Bruno Ferrari. Em abril de 2012 a atriz foi contratada pela RecordTV por cinco anos.
No ano de 2013, estreia na Rede Record, dessa vez interpretando a traiçoeira Sati, a grande vilã da minissérie José do Egito. No ano de 2015, ganha novamente destaque em telenovelas, interpretando dessa vez a corajosa Miriã, em Os Dez Mandamentos. Em 2016, interpreta novamente Miriã na segunda temporada da produção.
Em 2017, interpreta a misteriosa Lucy, em Belaventura. Em janeiro de 2018, foi confirmada em Jesus, que substituirá Apocalipse na RecordTV. Ela viverá Cláudia, esposa de Pôncio Pilatos.

## Filmografia

### Televisão
| Ano     | Título                           | Personagem         | Nota                                                               |
| ------- | -------------------------------- | ------------------ | ------------------------------------------------------------------ |
| 2003    | Histórias Curtas                 | Luísa              | Episódio: "Descompassado Coração"                                  |
| 2005    | 5X Érico                         | Olivia             | Episódio: "Olhai os Lírios do Campo"                               |
| 2006    | Quintanares                      | Apontamento        |                                                                    |
| 2006    | A Ferro e Fogo: Tempo de Solidão | Catarina Schneider |                                                                    |
| 2006    | Histórias Extraordinárias        | Otília Schempf     | Episódio: "A Vitima da Serpente"                                   |
| 2007    | Escritores                       | Martinha           | Episódio: "A Visita"                                               |
| 2009    | Maysa - Quando Fala o Coração    | Maysa Monjardim    |                                                                    |
| 2010    | Passione                         | Felícia Lobato     |                                                                    |
| 2013    | José do Egito                    | Sati               |                                                                    |
| 2015    | Milagres de Jesus                | Ada                | Episódio: "Barrabás"                                               |
| 2015–16 | Os Dez Mandamentos               | Miriã              |                                                                    |
| 2017    | Belaventura                      | Lucy               | Episódios: "25 de julho" Episódios: "19 de dezembro–26 de janeiro" |
| 2018–19 | Jesus                            | Cláudia            |                                                                    |

### Cinema
| Ano  | Título                      | Personagem      | Nota           |
| ---- | --------------------------- | --------------- | -------------- |
| 1998 | O Crime                     |                 | Curta-metragem |
| 1998 | Delirium                    |                 | Curta-metragem |
| 1999 | Cidade Baixa Meu amor       |                 | Curta-metragem |
| 2000 | Novíssimo Testamento        |                 | Curta-metragem |
| 2001 | Club                        |                 | Curta-metragem |
| 2003 | João                        |                 | Curta-metragem |
| 2003 | A Festa de Margarette       | Aline           |                |
| 2005 | Em Terapia                  |                 | Curta-metragem |
| 2007 | 16 Andares                  |                 | Curta-metragem |
| 2012 | Quinta das Janelas          | Marta Fillale   | Curta-metragem |
| 2013 | Vazio Coração               | Mariana Menezes |                |
| 2016 | Os Dez Mandamentos: O Filme | Miriã           |                |
| 2024 | Chama a Bebel               | Mariana         |                |

## Teatro
| Ano     | Título                                   | Personagem               |
| ------- | ---------------------------------------- | ------------------------ |
| 1996    | O Defunto                                |                          |
| 1997    | Um Conto de Inverno                      | Fernanda                 |
| 1998    | Barão das Árvores                        |                          |
| 1999    | Um Gosto de Mel                          | Lúcia                    |
| 1999    | Zona Contaminada                         |                          |
| 1999–03 | O Menino Maluquinho 2000                 | Juju                     |
| 2000    | Não Culpem Ninguém                       |                          |
| 2004    | Todos que Caem                           |                          |
| 2005    | Os Sobreviventes                         |                          |
| 2006–08 | Hotel Rosa Flor                          | Beatriz                  |
| 2010    | Aquelas Mulheres                         | Samantha                 |
| 2011    | A Eva Futura                             | Alicia Clairy / Hadaly   |
| 2012    | Paixão de Cristo de Nova Jerusalém       | Maria                    |
| 2019    | Dogville                                 | Grace[carece de fontes?] |
| 2022    | Quando eu for mãe quero amar desse jeito | Gardênia de Prada        |

## Prêmios e indicações
| Ano  | Prêmio                                       | Categoria                        | Trabalho                      | Resultado |
| ---- | -------------------------------------------- | -------------------------------- | ----------------------------- | --------- |
| 1999 | Prêmio Tibicuera de Teatro Infantil          | Melhor Atriz Coadjuvante         | Menino Maluquinho 2000        | Indicada  |
| 2003 | Prêmio RBS TV Para Histórias Curtas          | Melhor Atriz                     | Descompassado Coração         | Indicada  |
| 2008 | Melhores do Ano                              | Melhor Atriz Revelação           | Maysa - Quando fala o coração | Indicada  |
| 2009 | Prêmio Extra de Televisão                    | Melhor Revelação                 | Maysa - Quando fala o coração | Indicada  |
| 2009 | Prêmio Arte Qualidade Brasil                 | Melhor Atriz Série ou Minissérie | Maysa - Quando fala o coração | Venceu    |
| 2009 | Prêmio Destaque do Ano do Jornal Comércio/RS | Melhor Atriz                     | Maysa - Quando fala o coração | Venceu    |
| 2009 | Troféu APCA                                  | Melhor Atriz de Televisão        | Maysa - Quando fala o coração | Venceu    |
| 2009 | Prêmio Melhores PopTevê                      | Atriz Revelação                  | Maysa - Quando fala o coração | Venceu    |
| 2010 | Prêmio Contigo! de TV                        | Melhor Atriz Revelação           | Maysa - Quando fala o coração | Indicada  |